# Фриголе (Лече)
Фриголе (итал. Frigole) је насеље у Италији у округу Лече, региону Апулија.
Према процени из 2011. у насељу је живело 499 становника. Насеље се налази на надморској висини од 2 м.